# Раджеш Кутраппали
Доктор Раджеш Рамаян «Радж» Кутраппали — вымышленный астрофизик, персонаж сериала телеканала CBS «Теория Большого взрыва», роль которого исполняет актёр Кунал Найяр. Раджеш — лучший друг Говарда Воловица и один из центральных персонажей сериала. Работает на кафедре астрофизики факультета физики Калифорнийского технологического института. Его главная отличительная особенность — селективный мутизм, который не позволяет ему говорить с женщинами. Выходец из богатой индийской семьи, в доме которой прислуживает несколько слуг. Его отец — гинеколог, который ездит на «Бентли». Также был включён журналом People в список «30 до 30».

## Биография

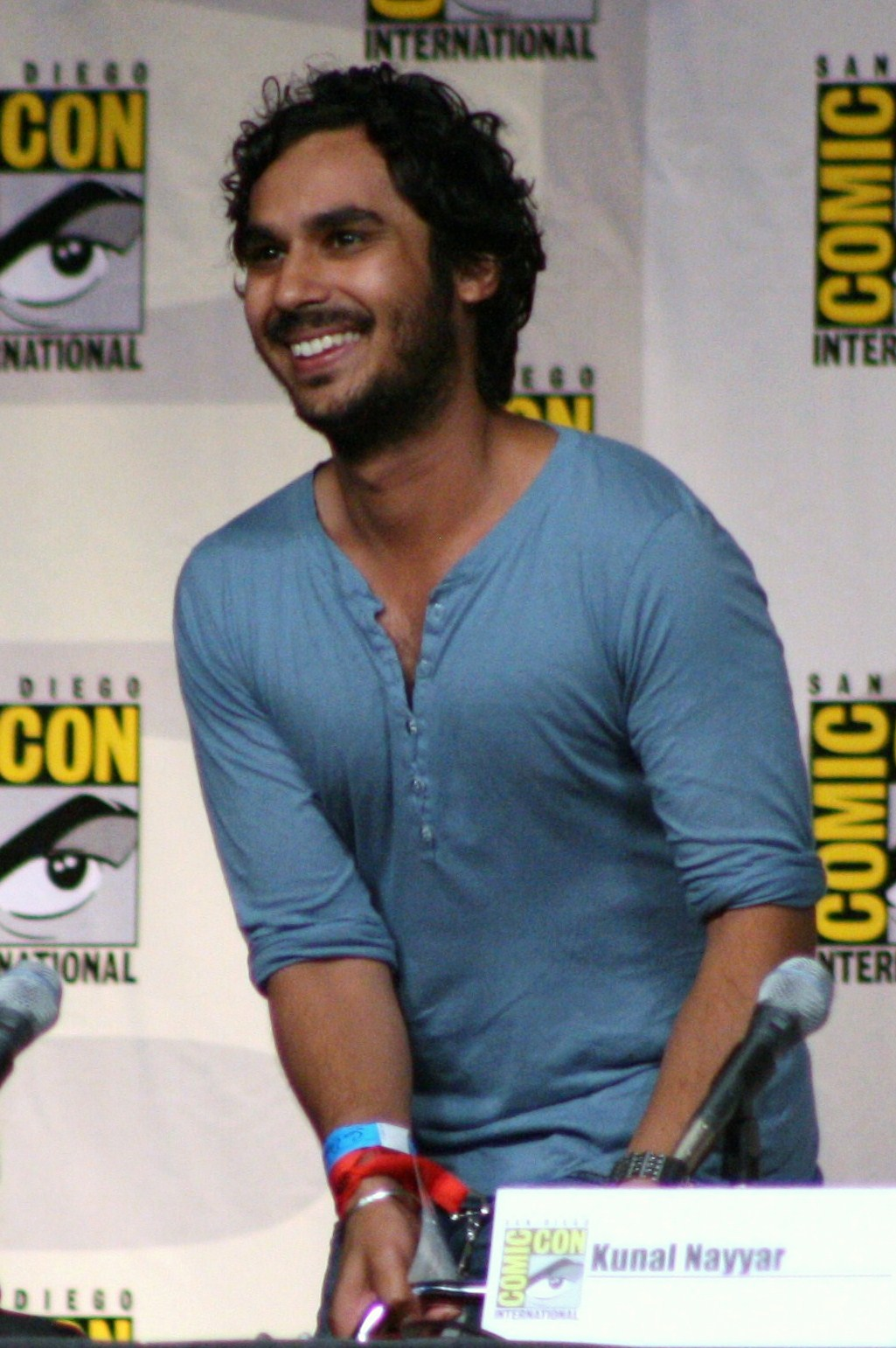
Кунал Найяр — исполнитель роли Раджеша Кутраппали, 2009 год

В первой пилотной версии Кутраппали отсутствовал. Первоначально его характер отличался от того, каким он представлен в сериале. В описании характеров для кастинга второй пилотной серии указывалось: «Дэйв Кутраппали (сын иммигрантов из Индии, родившийся в Америке), вероятно, один из величайших умов двадцать первого столетия. Однако в то же время кажется, будто его глубокое понимание Вселенной породило целый букет неврозов. Например, зная, сколько фоновой радиации мы получаем из-за микроволновок, он носит шапочку из фольги под бейсболкой. Из всей компании он самый социально неадаптированный и теряет дар речи в присутствии женщин».
Радж — лучший друг Говарда. У них есть то, что Найяр называет «бромантикой». Радж работает астрофизиком на кафедре физики в Калтехе. В эпизоде «Изоляция монстра» стало известно, что Радж, по крайней мере, часть своего высшего образования получил в Кембриджском университете, где он обнаружил интерес к астрофизике.
До финала 6-го сезона у него была селективная немота, который не позволяла ему разговаривать с женщинами вне семьи, если только он не находился под воздействием алкоголя (или лекарств).
Раджеш, которого обычно называют Раджем или просто по фамилии — Кутраппали, родом из Нью-Дели, Индия. Однако он презирает индийскую еду, а его знания об индийской культуре и индуизме часто высмеиваются Шелдоном, который лучше него говорит на хинди. Он родился в богатой семье и имеет пять братьев и сестёр, одна из которых — Прийа, бывшая девушка Леонарда. Радж обычно носит многослойную комбинацию из рубашки с принтом и свитера под ветровкой в стиле трек-топ с брюками цвета хаки или брюками-карго и кедами. Белье Раджа — белые трусы. В пилотном эпизоде Радж носил красную кепку, но после этого до конца сериала обычно не носил головных уборов. Между вторым и одиннадцатым сезоном Радж укладывал свои вьющиеся волосы с помощью выпрямителей для волос и геля для волос, «стараясь при этом слиться с толпой».

## Характер
Хотя в целом Радж более терпелив и терпим к Шелдону, чем Леонард, Пенни или Говард, Шелдон совершенно не замечает этого и даже вскользь обрывает его дружеские отношения. Другой повторяющейся шуткой является его метросексуальность, которая проявляется в том, что он ценит контент, обычно ассоциирующиеся с женщинами, такие как роман «Ешь, молись, люби», телесериал «Секс в большом городе» и фильмы с участием Сандры Буллок Это заставляет его близких людей считать его несколько женственным (как в «Альтернативе закрытия»), а других — ошибочно заключать, что он гомосексуал (теория, упомянутая его сестрой в «Прорастании травы в саду», которой придерживались члены их семьи), что он обычно отрицает (даже утверждая свою метросексуальность в «Неисправности транспортера»), но за что Говард часто его дразнит. Одна из самых больших причуд личности Раджа — его склонность говорить или вести себя неподобающим образом, что часто ставит его в затруднительное положение или приводит к злости со стороны тех, кого он расстроил. Это особенно ярко проявлялось, когда он находился под воздействием алкоголя, что могло привести к ловушке-22, поскольку в течение многих лет ему требовался алкоголь, чтобы даже заговорить с женщиной, но алкоголь заставлял его говорить неправильные вещи. Однажды, когда Леонард и Пенни собирались заняться сексом в своем гостиничном номере, вошел Радж и бесцеремонно забрался на недавно освободившуюся кровать Шелдона, совершенно не понимая, что прерывает. В другой раз он открыто говорил о том, что был влюблен в Пенни и Бернадетт прямо перед ними, и невольно ранил чувства Эми, когда признался, что никогда не был влюблен в нее после ее вопроса (несмотря на все усилия Пенни и Бернадетт обратить его внимание на этот факт).
В общении со своими друзьями, несмотря на индийский акцент, Радж использует сленг и слово «чувак», хотя в некоторых случаях кажется, что он не понимает американский сленг. Он свободно говорит на хинди, но, по словам Шелдона, его родной язык — английский.
Радж умеет играть на гитаре и вместе с Говардом (а позже с Бертом) создал фолк-группу под названием «Следы на Луне».

### Селективная немота
Главной особенностью Раджа, на протяжении первых 6 сезонов, являлась его патологическая боязнь женщин и, как следствие, неспособность разговаривать с ними. Кроме того, он не может говорить с людьми в присутствии женщин или женоподобных мужчин. Тем не менее, Радж может говорить с представительницами женского пола в следующих обстоятельствах:
- Под воздействием алкоголя. Впервые Радж заговорил с девушкой подшофе в 8 серии 1 сезона, когда Пенни угостила его коктейлем «Кузнечик», и он начал жаловаться ей на свою селективную немоту, мешающую его личной жизни.
- Под воздействием лекарств. Продемонстрировано в 15 серии 1 сезона, когда он смог разговаривать с сестрой Шелдона, а также в 22 серии четвёртого сезона. В первом случае действие таблеток, побочным эффектом от приёма которых были нервные тики, закончилось в момент, когда он пытался пригласить девушку на свидание. Во втором случае Радж неожиданно решил раздеться перед девушкой, с которой познакомился в кофейне.
- Под воздействием эффекта плацебо. В 17 серии 2 сезона Радж, выпив безалкогольного пива, флиртовал с Саммер Глау.
- В случае, если его с женщиной связывают кровные узы.
- Впервые без воздействия алкоголя и других препаратов Радж начинает говорить с девушками (с Пенни) в последней серии 6 сезона.
- Если он не осознаёт, что женщина где-то рядом, он может спокойно говорить с друзьями. Когда он случайно обнаружил, что Пенни подслушивала его под дверью, он не мог определиться, можно ему говорить или нет.
- Радж спокойно говорил с глухонемой девушкой Эмили.
- Радж в 7 серии 1 сезона говорит одну фразу в присутствии Пенни, не смотря на свою селективную немоту (3 минуты 30 секунд серии). Скорее всего создатели сериала «немного» забыли о его недуге.

Радж упоминал, что трансцедентальная медитация помогла ему научиться контролировать свой страх. Раньше присутствие женщины вызывало у него энурез.
В финале шестого сезона, после того, как Раджа бросает застенчивая девушка Люси, его селективная немота проходит.

### Латентная гомосексуальность

Раджеш и Говард Воловиц

Многие персонажи подозревают Раджа в гомосексуальности. Впервые это предположение вывела мать Леонарда, взяв за основу избирательную немоту Раджа и факт проживания Говарда со своей матерью. Она охарактеризовала отношения между друзьями как «эрзац гомосексуального брака». Впоследствии другие персонажи подхватывали теорию о гомосексуальности, аргументируя это женоподобием Раджа и его невероятной близостью к лучшему другу. В одной из серий Радж поцеловал Говарда (хотя хотел поцеловать Бернадетт).
Кроме того, для Раджа можно выделить следующие женоподобные черты.
- Слежение за весом. Он занимается пилатесом и хип-хоп аэробикой и тщательно следит за калорийностью потребляемой пищи.
- Отношение Раджа к своему домашнему животному — йоркширскому терьеру по имени Корица — напоминает любовное (Бернадетт комментирует это фразой «Гетеросексуал он? Ага, щас»).
- Кроме того, в отличие от друзей, он любит сериалы «Секс в большом городе», «Анатомия страсти» и «Хорошая жена». Также он не может без плача смотреть фильм «Дневник Бриджит Джонс».

Из-за плохого знания американского сленга и культуры Радж часто произносит различные сальности.
Сам Радж свою гомосексуальность отрицает. Тем не менее, он признавался в собственной метросексуальности.